# Närkes runinskrifter 12
Närkes runinskrifter 12 är en runsten som står rest vid Stora Mellösa kyrka i Stora Mellösa socken, Örebro kommun. 

## Historia
Stenen ristades förmodligen i mitten av eller i slutet av 1000-talet. Den nämns 1667 i Rannsakningarna och fanns då i kyrkans södra port. Vid en restaurering av kyrkan 1833-35 flyttades stenen, och 1861 befann den sig i stället i södra kyrkogårdsmuren. Den låg då på sidan och hälften av inskriften hade hamnat under markytan. På initiativ av Föreningen för Nerikes folkspråk och fornminnen restes den upp 1862, men den var fortfarande inmurad i kyrkogårdsmuren. Inte förrän 1952 flyttades stenen till sin nuvarande plats på kyrkogården, fyra meter söder om kyrktornets sydvästra hörn.

## Stenen och dess text
Runstenen är av rödaktig granit och är 1.67 meter hög. Ristningarna är enkelt utformade och består bara av ett runband, vilket slutar högre upp på stenen än det börjar. 
Translitterering av runraden:
: ika : let : rietʀ : eftʀ : asl : s-ukn : sin :
Normalisering till fornvästnordiska:
Inga let retta æftiʀ Asl/Ôsl, s[t]yksun/s[t]yka sinn.
Översättning till nusvenska:
Inga lät uppresa (stenen) efter Ösl, sin styvson.
Klart är att stenen är rest av en kvinna med namnet Inga, efter någon med namnet asl. Exakt vilket namn som här avses är dock osäkert. Sven B.F. Jansson föreslår med stora reservationer det ovanliga mansnamnet  Øysl medan andra författare funnit Aþisl eller Asulf mera troliga. 
Även s-ukn ger upphov till tolkningsproblem, bland annat därför att bara nedre delen av huvudstaven har bevarats av den andra runan i ordet. Man kan dock ändå sluta sig till att det rör sig om ett i, l eller t. Trots att det är ovanligt att stenar är resta efter styvsöner är det rimligt att anta att ristaren avsett att rista in stuksun:sin, styksun sin, men råkat utelämna två runor.
Även rietR har gett upphov till olika tolkningar. Många, bland andra Richard Dybeck, Herman Hofberg och George Stephens tolkade detta som ”rista” medan Sven B.F. Jansson anser att det står för ”uppresa”. Ordet tycks felristat.